# Legio XX Valeria Victrix
Legio XX Valeria Victrix was een Romeins legioen, waarschijnlijk opgericht rond 30 v.Chr. door keizer Augustus. Het symbool van het 20e legioen Valeria Victrix was een springend everzwijn.

## Geschiedenis

### Continentaal Europa

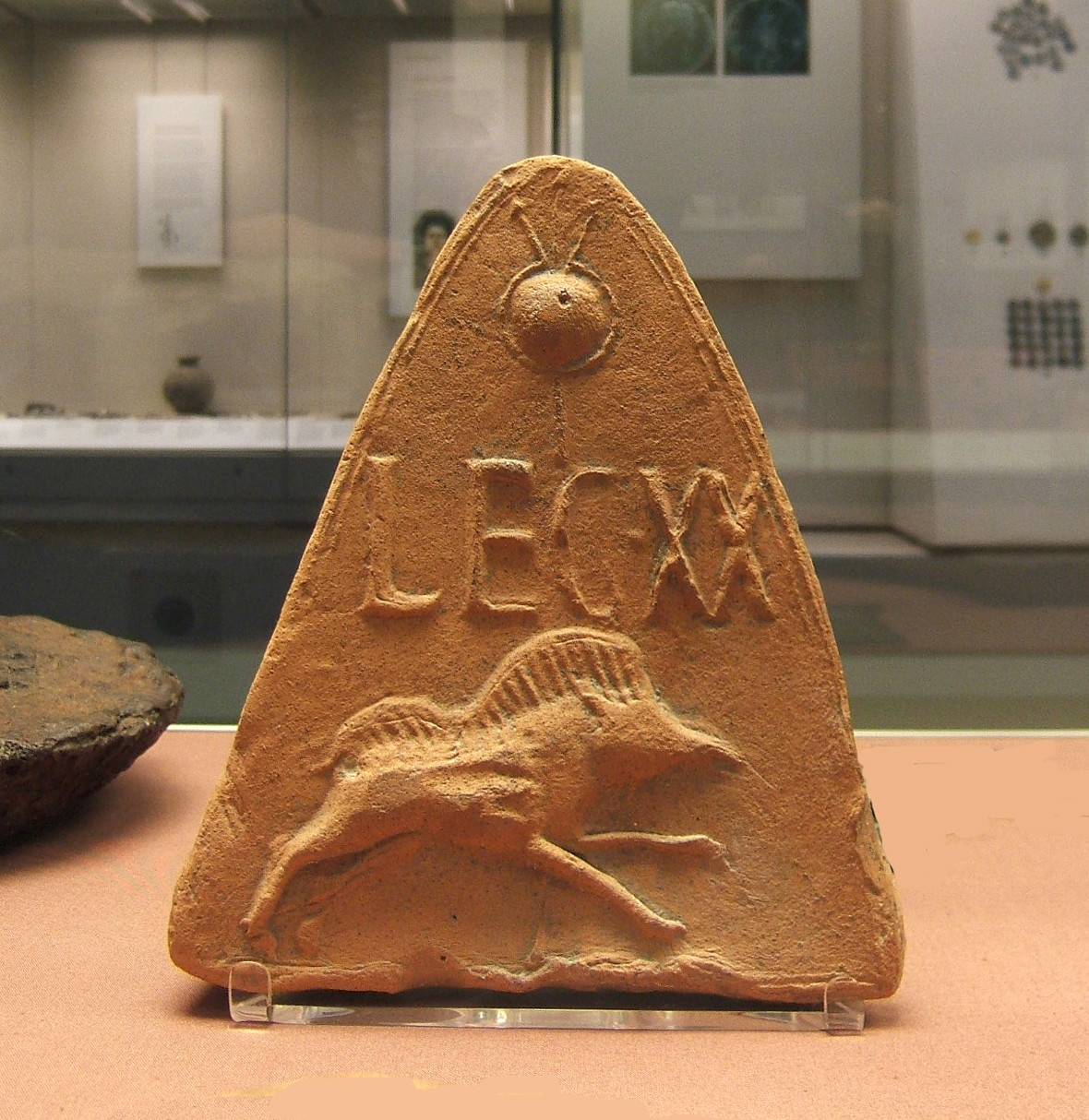
Antefix met tekst en symbool van het 20e legioen Valeria Victrix.

Het 20e legioen was een van de legioenen die tussen 25 en 13 v.Chr. onder Marcus Agrippa vochten tegen de Cantabri in Hispania Tarraconensis. (Cantabrische Oorlogen). Nadat de Cantabri overwonnen waren werd het 20e legioen geheel of gedeeltelijk naar Illyricum (de oostelijke Balkan) gestuurd en waarschijnlijk in Aquileia gestationeerd. Van hieruit vocht het in het jaar 6 onder de latere keizer Tiberius tegen de Marcomannen. In een door Marcus Velleius Paterculus beschreven veldslag vocht het 20e legioen zich onder commandant Valerius Messalinus heldhaftig een uitweg uit een vijandelijke omsingeling. Mogelijk werd de eerste erenaam Valeria (dapper) verleend voor dit moedige gedrag.
In 9 werden drie legioenen onder generaal Varus vernietigd door de Germanen in de slag bij het Teutoburgerwoud. Na de catastrofale nederlaag nam Tiberius het commando over het Rijnleger, dat werd uitgebreid tot acht legioenen. Het 20e legioen werd gestationeerd in Oppidum Ubiorum (Keulen). In 13 keerde Tiberius naar Rome terug en stelde hij Germanicus aan als nieuwe bevelhebber van de Rijnlegioenen. Kort daarop werd het 20e verplaatst naar Novaesium (Neuss), van waaruit het onder bevel van Caecina met Germanicus optrok tegen de Germanen. In 21 trok een uit detachementen (vexillationes) van het 20e en het 21e legioen Rapax samengestelde strijdmacht naar Midden-Frankrijk om een opstand van de Turonen neer te slaan. In de herfst van 39 nam het legioen deel aan Caligulas weinig succesvolle campagne in Germania.

### Britannia
In 43 liet keizer Claudius een vloot bouwen, de latere Classis Britannica, voor de invasie van Brittannië. Met vier legioenen (Legio II Augusta, Legio IX Hispana, Legio XIV Gemina, Legio XX Valeria Victrix) en hulptroepen (auxilia), in totaal ongeveer 40.000 soldaten, werd het Kanaal overgestoken. Na de succesvolle campagne werd het 20e gestationeerd in Camulodunum (Colchester). Delen van het legioen vochten met het 14e legioen onder Suetonius Paulinus in de veldslag Boudicca versus Paulinus (64); mogelijk ontving het legioen na deze succesvolle slag haar tweede erenaam Victrix (overwinnend) en heette het voluit Legio XX Valeria Victrix. Na de overwinning op Boudicca werd het legioen verplaatst naar Castra Devana in Deva (Chester), waar het tot het einde van de 3e eeuw zou blijven.

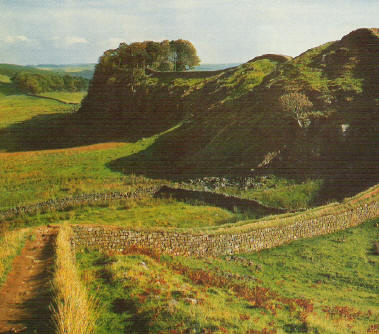
Muur van Hadrianus bij Housesteads, Northumberland.

In het Vierkeizerjaar de Romeinse burgeroorlog van 68-69 steunde het 20e legioen Vitellius, die in 69 korte tijd keizer van het Romeinse Rijk werd. Vitellius werd verslagen door Vespasianus, die generaal Agricola tot bevelhebber van het 20e legioen benoemde. Ergens tussen 69 en 78 versloeg het 21e samen met het 9e legioen Hispana de Brigantes in de slag bij Stanwick. Tussen 78 en 84 nam het legioen deel aan de campagne van Agricola, de nieuwe gouverneur van Britannia, in Caledonia (Schotland). Met de Romeinse overwinning in de slag bij Mons Graupius in 84 was Britannia volgens Agricola onderworpen. De jaren daarna legde het legioen de legerplaats (castellum) Inchtuthil (gelegen bij het hedendaagse Dunkeld in Schotland) aan en bouwde het delen van de Muur van Hadrianus.
Rond 140 werkte het legioen waarschijnlijk mee aan de bouw van de Muur van Antoninus en tussen 155 en 158 kwam het meermaals tot confrontaties met de Picten. In 196 steunden de Britse legioenen de troonaspiraties van Clodius Albinus. Ze trokken met hem op naar Rome, maar werden op 19 februari 197 verslagen door keizer Septimius Severus in de slag bij Lugdunum. Het 20e legioen bestond nog onder de usurpators Carausius en zijn opvolger Allectus, maar werd waarschijnlijk rond 296 ontbonden, toen keizer Constantius I Chlorus Britannia heroverd had.